# Morecambe Church Lads' Brigade at Drill
Morecambe Church Lads' Brigade at Drill er en britisk stumfilm fra 1901.